# マクザム
株式会社マクザム（英: MAXAM INC.）は、映画・テレビ番組・ビデオ・DVDソフトの企画・製作・配給・販売を行う日本の企業である。

## 概要
1990年代はオリジナルビデオやモンスターパニック映画などレンタル向け作品を中心に発売・販売していたが、2001年頃からは中国や韓国作品が多く、テレビドラマをいち早くソフト化したメーカーとして知られる。アジアのテレビドラマを扱うレーベルは「亞洲惑星」。
歴史ドラマや金庸、古龍、梁羽生原作の武侠ドラマ、ペ・ヨンジュン主演の『若者のひなた』『初恋』など、韓流ドラマのラインナップが充実している。特に武侠ドラマには2003年に発売したチウ・マンチェク、ピーター・ホー主演の『風雲』以降、特化して取り組んでおり、2004年に発売した『射鵰英雄伝』は翌年にチャンネルNECOで放送され、日本における武侠ドラマブームのきっかけを作った。
その他、『A』『A2』『蟻の兵隊』『ヒロシマナガサキ』など、ドキュメンタリー映画にも力を入れている。
「MAXAM DIRECT SHOP」を運営し、DVDソフトの直販を手がけている。
関連会社として、天空株式会社（英: TENKOO INC.）が2004年10月28日に設立された。

## 主な商品

### 武侠ドラマ
金庸
- 射鵰英雄伝
- 天龍八部
- 神鵰侠侶
- 連城訣
- 碧血剣
- 雪山飛狐
- 鹿鼎記〈新版〉
- 書剣恩仇録
- 倚天屠龍記

古龍
- 大旗英雄伝
- 怪盗 楚留香

梁羽生
- 游剣江湖
- 大唐游侠伝

### 中国の歴史ドラマ
- 争覇 越王に仕えた男
- 大漢風 〜項羽と劉邦〜
- 始皇帝暗殺 荊軻
- 龍票
- 漢武大帝

### 中国の現代ドラマ
- 北京バイオリン
- プロット・アゲインスト
- 恋の爆竹
- さよならバンクーバー
- 雨のシンフォニー
- 恋・愛・都・市 恋がしたい
- 1メートルの光

### 韓国ドラマ
- 憎くても好き
- ロマンスハンター
- 明成皇后
- 知ることになるさ
- 空くらい地くらい
- その夏の台風
- 19歳の純情
- 若者のひなた
- バラ色の人生
- 宮廷女官キム尚宮
- 初恋
- ソン・スンホン ラブレター
- 火花
- 神話
- 英雄神話
- プロポーズ

### アジア映画
中国映画
- 雲南の少女 ルオマの初恋
- 白い馬の季節
- トゥヤーの結婚
- ようこそ、羊さま。
- 一輪明月〜弘一大師の生涯〜
- 剣客之恋
- 愛にかける橋
- 思い出の夏
- 失われた龍の系譜 トレース・オブ・ア・ドラゴン
- 拳神 KENSHIN
- 暗黒街 若き英雄伝説

台湾映画
- 海角七号 君想う、国境の南

韓国映画
- パク・ポンゴン家出事件

日本映画
- 時空警察ハイペリオン
- 私は猫ストーカー
- アディクトの優劣感
- ガーダ パレスチナの詩
- 蟻の兵隊
- 延安の娘
- Little Birds〜イラク 戦火の家族たち
- A
- A2

### 洋画
- 地獄のヒーロー/ザ・プレジデント・マン
- マリア・カラスの真実
- チルドレン・オブ・ホァンシー 遥かなる希望の道
- ヒロシマナガサキ
- アフガンナイツ
- ハートストッパー
- シャドウ
- ロングストリート(TVドラマ)
- コベナント
- ラスト・ホラー・ムービー
- モンスターズ
- シャドウ・ウォーカー
- ドン・ジュアン
- DEAN ディーン
- ザ・ボルケーノ
- ファイヤーズ・ピーク
- アイス・ハザード
- アメリカン・ガン
- 名犬ラッシー